# David Arian
David Arian, ursprünglich Dagobert Arian (* 28. Mai 1903 in Siemianowitz, heute ein Teil von Siemianowice Śląskie, Oberschlesien; † 1991) war ein deutsch-israelischer Polizei- und Staatsbeamter.

## Leben und Wirken

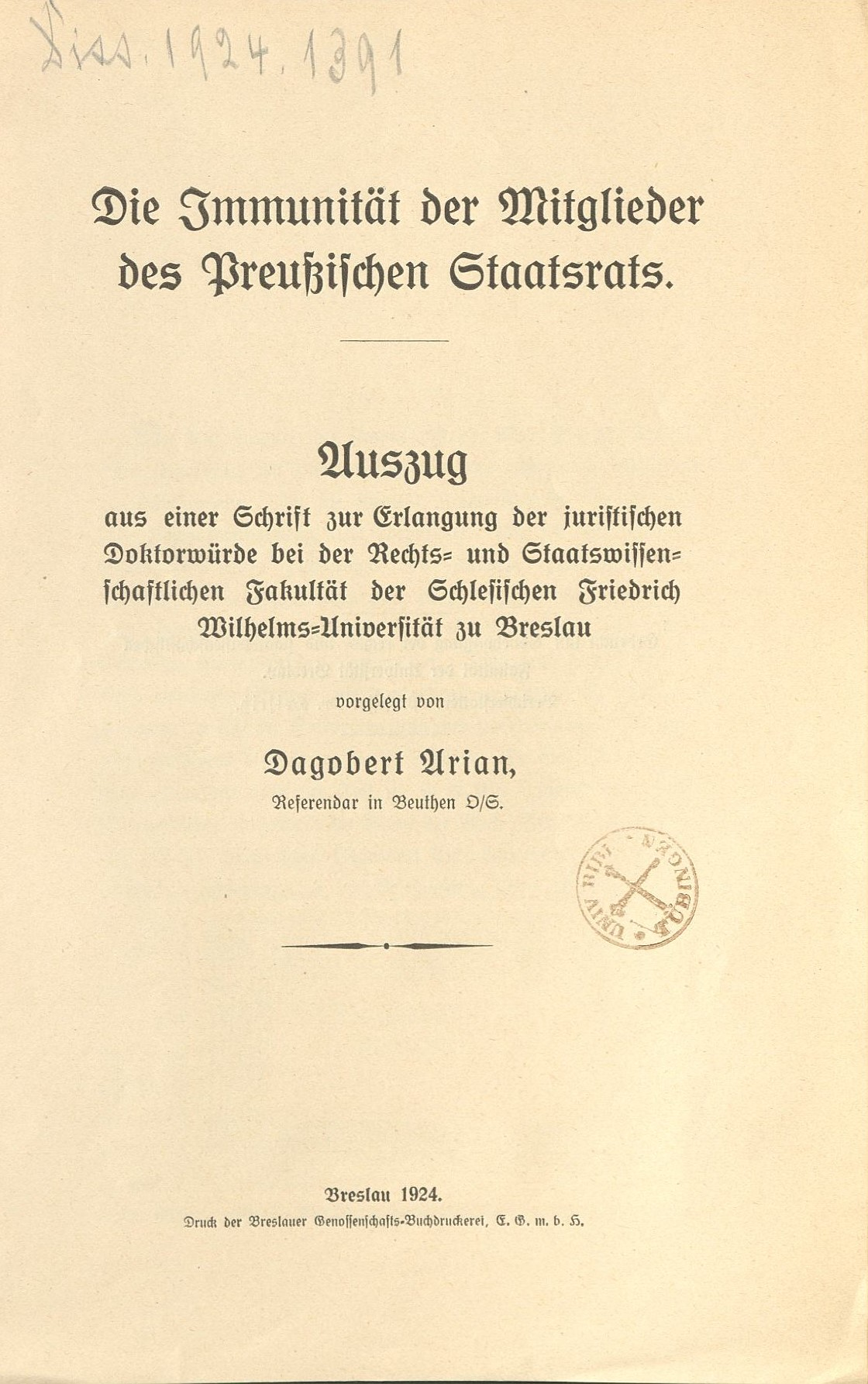
Dissertation (1924)

Nach dem Schulbesuch studierte Arian Rechtswissenschaften an den Universitäten Breslau, München, Freiburg und Berlin. 1924 promovierte er an der mit einer von Hans Helfritz betreuten Arbeit an der Universität Breslau zum Dr. jur. et. rer. pol. Seine Referendarszeit verbrachte er unter anderem in Beuthen. Nach dem Bestehen der Großen Staatsprüfung trat er als Gerichtsassessor in den Polizeidienst ein.
Vom Frühjahr 1929 bis zur gewaltsamen Entmachtung der preußischen Landesregierung durch die Reichsregierung im Zuge des sogenannten Preußenschlages vom 20. Juli 1932 war er in der Abteilung I A (Politische Polizei) beziehungsweise I des Polizeipräsidiums Berlin tätig. Dort leitete er das Dezernat 3, das für die Bearbeitung aller Angelegenheiten betreffend der Organisation und Betätigung der KPD und der Revolutionären Gewerkschafts-Opposition (RGO), also für die Überwachung und Bekämpfung des Linksradikalismus zuständig. Politisch war Arian in der SPD organisiert. Am 22. Juli 1932 wurde Arian im Zuge der Säuberung der Politischen Polizei in Preußen von pro-republikanischen Kräften in die Abteilung III des Polizeipräsidiums abgeschoben.
Am 8. August 1932 wurde Arian zur Tätigkeit als Hilfsarbeiter der Rechtsvertretung Preußens im Prozess gegen die Reichsregierung wegen des Preußenschlages beurlaubt. In der Folge war er an den Schriftsätzen der preußischen Regierung innerhalb dieses Verfahrens beteiligt.
Im Februar 1933 wurde Arian seiner Stellung im Polizeipräsidium enthoben und im Mai 1933 kurzzeitig in Haft genommen. Seine Freilassung erfolgte auf Intervention seines ehemaligen Kollegen bei der Politischen Polizei, dem nunmehr zum Leiter des Geheimen Staatspolizeiamtes aufgestiegenen Rudolf Diels.
Im September 1933 emigrierte Arian nach Palästina. Dort war er von 1934 bis 1943 für die Allgemeine Hypotheken-Bank von Palästina (General Mortgage Bank of Palestine) und von 1943 bis 1947 in der Planungsabteilung der Jewish Agency tätig. In dieser Eigenschaft leitete er den Aufbau der Verwaltung und der höheren Staatsämter des neugegründeten Staates Israel. Nach der Gründung des Staates Israel übernahm Arian leitende Positionen im Israelischen Arbeitsministerium. Außerdem fungierte er als Universitätsprofessor und als israelischer Bevollmächtigter in Äthiopien.
Am 14. September 1942 heiratete Arian Bat Sheva Mirvia, mit der er im Jerusalemer Viertel Beth Hakerem lebte.

## Archivarische Überlieferung
Eine Personalakte von Arian hat sich in den Beständen des Bundesarchivs erhalten (R 3001/50364).

## Schriften
- Die Immunität der Mitglieder des Preußischen Staatsrats, 1924. (Dissertation)
- The First Five Years of the Israel Civil Service", in: Scripta Hierosolomytana, Vol. Ill, 1956, S. 340ff.